# Estádio Olímpico de Diamniadio
O Estádio Olímpico de Diamniadio (em francês: Stade Olympique de Diamniadio), formalmente conhecido como Estádio do Senegal Abdoulaye Wade (em francês: Stade du Sénégal Abdoulaye Wade), é um estádio multiuso localizado em Diamniadio, distrito de Dacar, capital do Senegal. Inaugurado oficialmente em 22 de fevereiro de 2022, é utilizado principalmente para competições de futebol, rugby e atletismo e conta com capacidade máxima para 50 000 espectadores.
Desde sua inauguração, a Seleção Senegalesa de Futebol passou a mandar periodicamente partidas amistosas e oficiais no estádio, que foi construído para abrigar as cerimônias de abertura e encerramento, bem como as competições de futebol, rugby e atletismo dos Jogos Olímpicos de Verão da Juventude de 2026.